# Яскин, Александр Иванович
Александр Иванович Яскин (12 сентября 1912, село Тюбук (ныне Каслинского района Челябинской области) — 21 января 1999, Москва) — начальник и главный конструктор в СКБ-203 (КБ компрессорного машиностроения, НПО «Старт») в 1954—1986 годах. Кандидат технических наук.

## Биография
В 1932 году окончил Каслинский техникум металлообработки. В 1938—1945 годах учился в УПИ в Свердловске (по специальности инженер-механик). В 1948—1950 годах учился в Академии промышленности вооружения.
В 1938—1948 работал на заводе Уралмаш техником, затем заместителем начальника цеха, начальником технического бюро, начальником лаборатории резания.
В 1950—1954 годах работал на Свердловском машиностроительном заводе им. М. И. Калинина главным технологом, был парторгом ЦК ВКП(б).
В 1954 году назначен начальником — главным конструктором СКБ-203 (п/я 276), переименованного затем в Государственное конструкторское бюро компрессорного машиностроения (поселок Компрессорный Свердловска).
Руководил созданием изделий для ракетных комплексов, таких как машины залпового огня БМ-14-17, бомбометной реактивной установки РБУ-2500, пусковой установки БМ-21 и транспортной машины 9Ф37 системы «Град». При его участии созданы пусковые и транспортно-заряжающие машины для ЗРК «Куб» и «Оса», реактивных систем залпового огня «Град-В», ЗРК «С-300В», «Штиль», «Бук», «Тор» и других, разработаны авиационные многопозиционные катапультные устройства для крылатых ракет. Имеет более 30 авторских свидетельств на изобретения. Под его руководством создано и передано в серийное производство более 200 образцов вооружения для СА, ВМФ и авиации.
В 1986 году был переведен на работу в московское НПО «Молния».
Умер 21 января 1999 г. в Москве, похоронен на Хованском кладбище.

## Награды
- Орден Трудового Красного Знамени (1958)
- Орден Ленина (1966)
- Орден Трудового Красного Знамени (1971)
- Орден «Знак Почёта» (1976)
- Лауреат Государственной премии СССР (1977)
- Лауреат Ленинской премии (1985)

## Память
В 2013 году улица Футбольная в посёлке Компрессорный города Екатеринбурга была переименована в улицу Яскина.
В январе 2014 г. именем А. Яскина названо НПП «Старт». На главном здании НПП «Старт» установлена мемориальная доска.